# Jerome Frank
Jerome New Frank (10 de setembro de 1889 – 13 de janeiro de 1957) foi um filósofo do direito e autor Americano, conhecido por ter sido um dos líderes do movimento realista jurídico, presidente da Comissão de valores Mobiliários, e juiz federal do Segundo Circuito de Cortes de Apelação dos Estados Unidos.

## Infância, educação e carreira
Nascido na Cidade de Nova York, os pais de Frank eram Herman Frank e Clara New Frank, descendentes imigrantes Judeus alemães do século XIX. O pai de Frank, também advogado, mudou-se com a família para Chicago, em 1896, e Frank estudou no Hyde Park High School antes de receber seu diploma de Bacharel pela Universidade de Chicago em 1909. Frank obteve a sua licenciatura em direito na mesma universidade em 1912, onde ele tinha as melhores notas na história da escola, apesar de deixar o programa por um ano para trabalhar como secretário do vereador reformista de Chicago Charles Edward Merriam. Frank praticou a advocacia em Chicago, de 1912 a 1930, especializada em reestruturações societárias, e tornou-se um sócio de seu escritório em 1919.

### Início da vida acadêmica
Em 1930, após ter sido submetido a seis meses de psicanálise, Frank publicou o Direito e a Mente Moderna, que argumenta contra o "mito básico jurídico" de que os juízes nunca fazem as leis, mas simplesmente deduzem conclusões jurídicas a partir de premissas que são claras, certas, e substancialmente imutáveis. Baseado em psicólogos como Sigmund Freud e Jean Piaget, Frank propôs que as decisões judiciais foram motivadas, principalmente, pela influência de fatores psicológicos sobre o juiz como indivíduo. Como seu herói jurídico, Justice Oliver Wendell Holmes Jr., Frank pediu aos juízes e juristas que reconhecessem abertamente as lacunas e incertezas das leis, e que pensassem no direito de forma pragmática, como uma ferramenta para o aperfeiçoamento humano. O livro "caiu como uma bomba sobre o mundo jurídico e acadêmico", rapidamente tornando-se "um best-seller jurisprudencial", que apesar de se destacar, foi bastante criticado". Em 1930, Frank mudou-se para Nova Iorque, onde ele praticou advocacia até 1933, enquanto também trabalhava como pesquisador associado na Universidade de Yale em 1932, onde colaborou com Karl Llewellyn, e foi rival do idealista jurídico Roscoe Pound. Além das divergências filosóficas decorrentes do realismo de Frank e o idealismo de Pound, Pound acusou Frank de lhe atribuir frases equivocadamente em O direito e a Mente Moderna, escrevendo para Llewellyn:
Estou perturbado com Jerome Frank. Quando um homem põe entre aspas e atribui a um escritor coisas que ele não apenas nunca escreveu em lugar algum, mas que contraria o que ele repetidamente escreveu, isto me parece ultrapassar os limites da falta de atenção permissíveis, e não ser compatível, não apenas com a academia mas com o jogo limpo ordinário da controvérsia.
Llewellyn defendeu Frank, mas Pound não cedeu. Isto levou Frank a produzir um extenso memorando detalhando onde cada frase atribuída à Pound por Frank poderia ser encontrada nos textos de Pound, e oferecendo pagar o Pound para contratar alguém para verificar as citações. Pound continuou atacando a filosofia jurídica de Frank durante toda vida, apesar de Frank posteriormente moderar sua visão do realismo jurídico. 

## Serviço no Poder Executivo
Durante a administração "New Deal" do Presidente Franklin D. Roosevelt, Frank procurou a ajuda de Felix Frankfurter para garantir uma posição na administração. Frank foi inicialmente oferecido a posição de advogado do Departamento de Agricultura dos Estados Unidos, mas esta nomeação foi bloqueada pelo Direto-Geral dos Correios dos Estados Unidos James A. Farley, que favoreceu o outro candidato para o trabalho. Frank foi subsequentemente nomeado como conselheiro geral da Administração de adaptação Agrícola, em 1933, e logo se envolveu em um conflito interno com o chefe da agência, George Peek, quem procurava controle completo sobre a agência. Peek renunciou ao cargo em dezembro de 1933, enquanto Frank continuou a servi-lo até fevereiro de 1935, quando foi expulso com os jovens advogados de esquerda de seu gabinete. (Alguns desses advogados, membros do Grupo Ware de espionagem). Roosevelt aprovou a mudança, mas tornou Frank um promotor especial para a Associação de Reconstrução Fincanceira, em 1935.
Frank voltou a praticar advocacia em Nova Iorque, de 1936 a 1938, no escritório Greenbaum, Wolff e Ernst. Em 1937, William O. Douglas recomendou que Roosevelt nomeasse Frank para ser comissário da Comissão de Valores Mobiliários (SEC), que Douglas posteriormente presidiu. Roosevelt concordou, e Frank foi comissário da SEC de dezembro de 1937 a 1941, e foi promovido ao cargo de Presidente do SEC de 1939 a 1941, quando Douglas foi nomeado para o Supremo Tribunal dos Estados Unidos. Enquanto servia na SEC, Frank também atuou no Comitê Nacional Econômico Temporário.
Em 1938, Frank também publicou um livro intitulado Save America First (Salve Primeiro os Estados Unidos), que foi escrito durante seu retorno à prática de advocacia, no qual ele argumenta contra o envolvimento Estadunidense nos conflitos Europeus da época. Porém, Frank reconsiderou sua posição após os ataques em Pearl Harbor, e Roosevelt eventualmente perdoou seu isolacionismo.

## Serviço no poder Judiciário
Em 13 de fevereiro de 1941, Roosevelt nomeou Frank como juiz do Tribunal de Apelações para o Segundo Circuito dos Estados Unidos, a um assento desocupado por Robert Porter Patterson. Frank foi confirmado pelo Senado em Março de 1941, e tomou posse no dia 27 de Março de 1941. Frank foi considerado altamente competente como juiz, tomando posições consideradas mais liberais em questões de liberdades civis. Além de sua fama pelos seus conhecimentos sobre as liberdades civis, ele também foi considerado "um excelente juiz nos campos do direito processual, financeiro, [e] penal". Por um tempo, ele se opôs veementemente contra seu colega de bancada Charles Clark "por uma série de preceitos de common law. e em voz alta em desacordo com um colega na bancada, Charles Clark, "ao longo de toda uma gama de direito comum preceitos".
A tendência acadêmica de Frank começou a se manifestar em sua decisões judiciais, algumas das quais foram notoriamente extensas. Uma anedota re-transmitida sobre este aspecto do trabalho de Frank, conta a história de um estagiário que havia se contrariado em relação ao comprimento de uma das opiniões de Frank. De acordo com a história:
Ele (o estagiário) passou uma semana inteira trabalhando e finalmente reduziu [o voto] de sessenta e cinco páginas a uma página e meia. Ele deixou o voto original e sua versão reduzida na mesa do Juiz Frank. Na manhã seguinte o Juiz Frank entrou na sala de seu estagiário e gritou, "bom trabalho," segurando o trabalho do estagiário, "vamos adicionar isso ao final!"
Frank serviu como juiz no tribunal até sua morte, em 1957.

### Julius e Ethel Rosenberg
Como juiz do caso, Frank escreveu o seu voto em fevereiro de 1952, confirmando as condenações de Julius e Ethel Rosenberg, que foram condenados por conspiração à cometer espionagem. Ao rever o caso, como parte de uma turma de três juízes, Frank rejeitou cada um dos  argumentos utilizados pelos Rosenbergs em recurso. Frank negou que a pena de morte imposta sobre os Rosenbergs seria punição cruel e incomum, mas teria pessoalmente recomendado ao juiz Irving Kaufman de não condenar os Rosenbergs à morte. Em seu voto, ele também sugeriu que o Supremo Tribunal federal pudesse rever a questão da pena de morte em crimes semelhantes a traição.
No entanto, em um caso relacionado, Frank divergiu de seus dois colegas ao votar para conceder um novo julgamento à um terceiro acusado à conspiração, Morton Sobell. O júri, de acordo com Frank, deveria ter sido autorizado a decidir se Sobell teria se juntado a outros conspiradores em seu plano de enviar informações sobre tecnologias nucleares de Los Alamos aos Soviéticos, ou se apenas teria se envolvido de maneira separada, menos significativa.

### Estados unidos v. Roth
Em United States v. Roth, Frank escreveu uma opinião em acordo com a decisão que confirmou a obscenidade na condenação de um réu. Em um longo apêndice do seu voto, Frank "se baseou em uma série de estudos históricos, literários e de ciências sociais, que apontaram os perigos e contradições em todas as formas de censura de idéias e imagens pelo governo". O caso foi afirmado pelo Supremo Tribunal dos Estados Unidos no ano seguinte, no caso Roth v. Estados Unidos, que observou a abordagem de Frank. O voto tinha sido feito para ser uma das " mais importantes opiniões, e que foi um precursor à interpretação que o Supremo Tribunal teria sobre tais questões no começo dos anos 1960.

### Trabalhos Acadêmicos
O trabalho judicial de Frank não impediu seus trabalhos acadêmicos. Em 1942, publicou Se os Homens Fossem Anjos, uma defesa de ambiciosos programas do New Deal e de regulamentações governamentais em geral, expressando pontos de vista desenvolvidos enquanto servia na Comissão de Títulos e Câmbio dos Estados Unidos (SEC). Em 1945, publicou o Destino e a Liberdade, que atacou os fundamentos teóricos do Marxismo, negando que as sociedades seguem qualquer estrita progressão e insistindo que as pessoas são livres para moldar o desenvolvimento de suas próprias sociedades. A partir de 1946, Frank também começou a ensinar um curso regular de apuração de fatos jurídicos na Yale Law School, que "enfatiza onde a participação da falibilidade humana e o favoritismo partidário influenciam nos processos de julgamento de um tribunal". Em 1949, publicou o seu mais importante trabalho após Lei e a Mente Moderna, sendo este Tribunais em Julgamento, que focou sobre as incertezas e a falibilidade do processo judicial. Em 1951 mudou-se de Nova Iorque para New Haven, Connecticut, preferindo viver mais perto de Yale. Seu último livro, Inocente,  foi escrito com a sua filha, e publicado após sua morte. O livro trata de casos específicos de pessoas que haviam sido condenadas injustamente.

## Vida pessoal e falecimento
Frank casou-se com Florence Kiper no dia 18 de julho de 1914, e tiveram sua única filha, Barbara Frank, no dia 10 de abril de 1917. Florence Frank disse de seu marido que "Ser casada com Jerome é como estar preso à cauda de um cometa". Frank gostava de jogos de palavras, trocadilhos e charadas.
Frank morreu em 1957, de um ataque cardíaco em New Haven.

## Legado
A coleção extensa de documentos pessoais e judiciais Frank extensa pessoais e judiciais documentos estão arquivados na Universidade de Yale, e estão normalmente abertos à pesquisadores. Os programas clínicos da Yale Law School estão alojados na Organização de Serviços Jurídicos Jerome Frank, nomeado em honra do Juiz Frank.

## Obras
Frank havia publicado muitos livros influentes, incluindo o Direito e a Mente Moderna (1930), que defende o realismo jurídico e enfatiza as forças psicológicas influentes em questões legais. Em 1965, sua filha Barbara Frank Kristein publicou O Alcance do Homem: Obras Selecionadas de Juiz de Jerome Frank, com um prefácio de William O. Douglas e uma introdução por Edmond Cahn da New York University School of Law. Um comentarista jurídico escreveu que "poucos escritores de jurisprudência têm despertado prolongada controvérsia pública como Jerome Frank".
- A Lei e a Mente Moderna (Transaction Publishers, 1930), ISBN 1412808308, ISBN 978-1412808309.
- Salve a América Primeiro (Nova York e Londres: Harper & Irmãos Editores, 1938)
- Se os Homens Fossem Anjos (Nova York e Londres: Harper & Irmãos Editores, 1942), ISBN B007T2DFLS
- O destino e a Liberdade (Nova York: Simon & Schuster, de 1945)
- Tribunais de Julgamento (Princeton, NJ: Princeton University Press, 1949), ISBN 9780691027555
- Não Culpado (Cidade Jardim, N. Y.: Doubleday & Company, Inc., 1957)